# Zbigniew Fras
Zbigniew Roman Fras (ur. 11 lipca 1952 w Przemkowie, zm. 11 września 1998 we Wrocławiu) – polski historyk, badacz polskiej myśli politycznej w XIX wieku oraz historii Galicji i Śląska.

## Życiorys
W latach 1970–1976 studiował historię na Uniwersytecie Wrocławskim, dyplom magisterski broniąc na podstawie pracy o Ministerstwie dla Galicji, przygotowanej pod kierunkiem Adama Galosa. Następnie podjął pracę na Akademii Ekonomicznej we Wrocławiu, a od 1977 w Wyższej Szkole Pedagogicznej w Olsztynie. W 1984 został zatrudniony w Instytucie Historycznym Uniwersytetu Wrocławskiego. Rok później obronił pracę doktorską Florian Ziemiałkowski, biografia polityczna (opublikowaną przez Ossolineum w 1991). W 1998 habilitował się na podstawie pracy Demokraci w życiu politycznym Galicji w latach 1848–1873. W 1997 powołany został w skład Komisji Historii Monarchii Habsburskiej Austriackiej Akademii Nauk.
W pracy badawczej zajmował się historią XIX wieku, szczególnie Galicji. Przygotowywał do wydania materiały źródłowe, m.in. Królewiec w oczach Polaków w XIX wieku (z Norbertem Kasparkiem), pamiętniki Macieja Rybińskiego, protokoły Koła Polskiego w wiedeńskiej Radzie Państwa w latach 1867–1868 (ze Stanisławem Pijajem). Ogłosił ponad 30 artykułów w Polskim Słowniku Biograficznym.